# 前379年
| 千纪： | 前1千纪 |
| 世纪： | 前5世纪 \| 前4世纪 \| 前3世纪 |
| 年代： | 前400年代 \| 前390年代 \| 前380年代 \| 前370年代 \| 前360年代 \| 前350年代 \| 前340年代 |
| 年份： | 前384年 \| 前383年 \| 前382年 \| 前381年 \| 前380年 \| 前379年 \| 前378年 \| 前377年 \| 前376年 \| 前375年 \| 前374年                                                                                         |
| 纪年： | 周安王二十三年 魯共公四年 齊康公二十六年 齐侯剡五年 晉孝公十年 趙敬侯八年 魏武侯十七年 韓文侯八年 秦獻公六年 楚肅王二年 宋休公十七年 衛慎公三十六年 鄭康公十七年 燕後簡公三十六年 越王翳三十二年 中山桓公二年 |

## 大事记
- 田氏代齊，齊康公貸卒，姜齊亡國。
- 秦國在蒲、蓝田、善明氏设县。
- 越國自琅邪（今山東青岛市黄岛区）遷都會稽（今浙江紹興市）。
- 趙襲衛不克。
- 底比斯流亡者潛入底比斯刺殺斯巴達扶植的政府領袖。

## 逝世
- 齐康公
- 希波克拉底 （Hippocrates,公元前460年出生）。